# Elydnus huedepohli
Elydnus huedepohli är en skalbaggsart som beskrevs av Antonio Vives 2005. Elydnus huedepohli ingår i släktet Elydnus och familjen långhorningar. Inga underarter finns listade i Catalogue of Life.